# Childebert II.

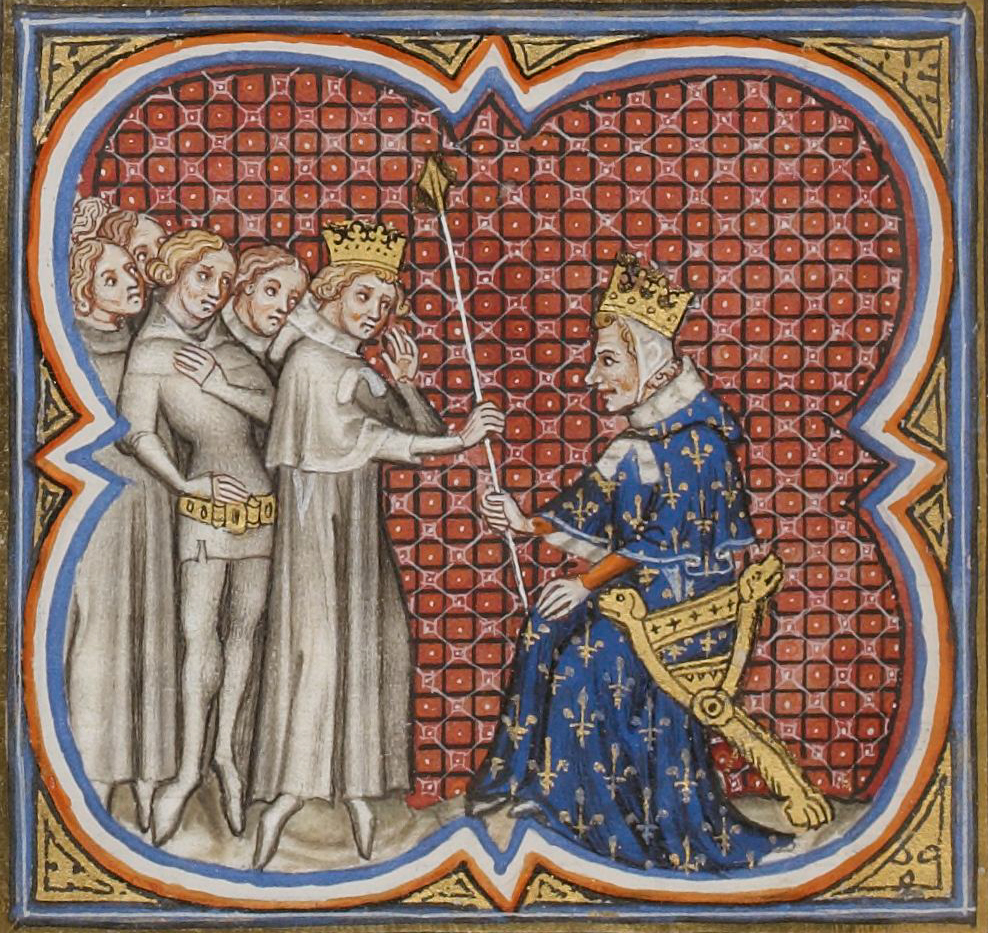
Guntram I. vor Childebert II

Childebert II. (* 570; † März 596) war ein König des Fränkischen Reichs aus dem Geschlecht der Merowinger.

## Leben
Childebert war der einzige Sohn des Königs Sigibert I., der im Reichsteil Austrasien herrschte, und der Königin Brunichild. Er war erst fünf Jahre alt, als sein Vater Ende 575 auf einem Feldzug gegen König Chilperich I., Childeberts Onkel, ermordet wurde. Damals war Childebert mit seiner Mutter und seinen beiden Schwestern Ingund und Chlodoswinth in Paris, das Sigiberts Truppen erst vor kurzem besetzt hatten. Nach Sigiberts Tod brach die austrasische Offensive zusammen, Chilperich nahm Paris ein und Brunichild geriet in Gefangenschaft. Childebert wurde von einem Getreuen seines Vaters namens Gundowald (Gundoald) nach Austrasien in Sicherheit gebracht. Gundowald berief eine Volksversammlung ein, die zugleich Heeresversammlung war und Childebert zum König erhob. Der Tag seines offiziellen Herrschaftsbeginns war der 25. Dezember 575. 577 konnte Brunichild aus der Gefangenschaft fliehen und übernahm eine maßgebliche Rolle am Hof ihres Sohnes. Als Regent fungierte daneben der Hausmeier Gogo, der bereits zuvor eine wichtige Rolle am Hof gespielt hatte.
Als Childeberts Onkel Guntram I. (Guntchramn), der das Reich von Orléans (Burgund) beherrschte, keinen Erben mehr hatte – seine vier Söhne waren gestorben –, adoptierte er im Jahr 577 Childebert auf einer Zusammenkunft an der Grenze der Reiche in Pompierre, um zu verhindern, dass nach seinem Tod sein Reich an Chilperich fiel. Die beiden Könige verbündeten sich gegen Chilperich und forderten ihn ultimativ unter Kriegsandrohung auf, alle Gebiete herauszugeben, die er sich zu Unrecht angeeignet habe. Brunichild, die gotischer Herkunft war, festigte das Bündnis Austrasiens mit dem Westgotenreich, indem sie 579 die Verheiratung von Childeberts Schwester Ingund mit dem Sohn des Westgotenkönigs Leovigild, Hermenegild, arrangierte.
581 kam es in Austrasien nach dem Tod Gogos zu einem Umsturz, durch den Brunichild ihre Machtstellung einbüßte. Der Hintergrund war ein andauernder Machtkampf zwischen Brunichild, die für ein starkes Königtum eintrat, und austrasischen Großen, welche die Unmündigkeit des Königs nutzen wollten, um ihren Einfluss auf Kosten des Königtums zu stärken. Die neuen Machthaber, unter denen der Bischof Aegidius (Egidius) von Reims offenbar die Hauptrolle spielte, wandten sich gegen Guntram und verbündeten sich mit Brunichilds Feind Chilperich. Chilperich hatte zu diesem Zeitpunkt keine männlichen Nachkommen; seine älteren Söhne waren schon tot, die jüngeren noch nicht geboren. Daher vereinbarte er mit einer Gesandtschaft unter Führung des Aegidius, dass für den Fall seines Todes ohne Erben Childebert sein Nachfolger sein sollte. 
Die neuen Verbündeten beschlossen, gemeinsam gegen Guntram vorzugehen, ihn zu besiegen und dann sein Reich untereinander aufzuteilen. Dabei handelte der Bischof eigenmächtig ohne das Einverständnis des jugendlichen Königs Childebert, der den Bruch mit Guntram nicht wollte. Chilperich bereitete nun mit seinen austrasischen Verbündeten einen Großangriff auf das Reich Guntrams vor. Dieses Unternehmen scheiterte jedoch 583 an einem neuen Umsturz in Austrasien. Hinter dem Bündnis Austrasiens mit Chilperich stand nämlich nur eine Gruppe von Großen; das Heer erhob sich dagegen, denn die austrasischen Krieger sahen darin einen Verrat an den Interessen ihres Königs Childebert. Sie gingen mit Waffengewalt gegen die Gruppe des Aegidius vor, die nach ihrer Meinung von Chilperich bestochen war. Darauf kamen in Austrasien wieder Anhänger Brunichilds an die Macht. Dieser Vorgang ist verfassungsgeschichtlich als Geltendmachung des altfränkischen Widerstandsrechts bedeutsam; einfache Krieger setzten ihren Willen gegen die politische und militärische Führung durch, obwohl diese den König in ihrer Macht hatte und sich in seinem Zelt aufhielt; die des Landesverrats beschuldigten Großen mussten fliehen.
Im folgenden Jahr (584) wurde Chilperich ermordet. Nachfolger wurde sein wenige Monate alter Sohn Chlothar II. Im Januar 585. Als Childebert das Mündigkeitsalter von 15 Jahren erreichte, trafen Guntram und Childebert ein weiteres Mal zusammen und erneuerten ihre Erbschaftsvereinbarung. 587 kam es jedoch zu einer Verschwörung zahlreicher austrasischer Großer, die Childebert ermorden wollten, um dann dessen Söhne, die Kleinkinder waren, formal als Nachfolger einzusetzen und so selbst die Macht zu übernehmen. Nach der Aufdeckung dieser Verschwörung führte Childebert umfangreiche personalpolitische Änderungen durch; viele Verschwörer bzw. Verdächtige wurden abgesetzt und bestraft oder flohen aus dem Reich. Unter dem Eindruck der Bedrohung, die dieser Rebellionsversuch für die Merowingerherrschaft bedeutete, schlossen Guntram, Childebert und Brunichild am 28. November 587 den Vertrag von Andelot, der die Grenzen und die Beziehungen zwischen den Reichen von Austrasien und Orléans (Burgund) endgültig regelte. Die beiden Könige setzten sich einander zu Erben ein für den Fall, dass einer von ihnen starb, ohne Söhne zu hinterlassen. Auf der Grundlage dieser Vereinbarung konnte Childebert nach dem Tod Guntrams am 28. März 592 tatsächlich die Nachfolge antreten (offizieller Herrschaftsbeginn am 29. März 592).
Childebert war mit dem oströmischen Kaiser Tiberios I. und dessen Nachfolger Maurikios gegen die Langobarden verbündet. Die Oströmer bezahlten für das Bündnis. In Erfüllung der Verpflichtungen, die sich daraus ergaben, unternahm Childebert wiederholt Feldzüge gegen die Langobarden in Italien, darunter einen im Frühsommer 584. Die militärischen Auswirkungen waren jedoch gering. 591 schloss Childebert mit den Langobarden einen Frieden, den sie mit der Verpflichtung zu jährlichen Tributzahlungen erkauften.
589 kam es zu einer neuen Verschwörung von Höflingen, die ähnlich wie die Verschwörer von 587 die Macht ergreifen wollten. Ihr Ziel war, entweder Childebert ihrem Einfluss zu unterwerfen oder ihn zu ermorden und dann im Namen seiner unmündigen Söhne zu herrschen. Auch dieser Plan scheiterte; er zeigte jedoch, wie prekär die Lage des jungen Königs war, der sich nur mit großer Mühe in seiner Umgebung Respekt verschaffen konnte.
Childebert starb überraschend im Alter von 26 Jahren im März 596.

## Familie und Nachfolge
Childebert war möglicherweise zweimal verheiratet. Über seine mutmaßliche erste Ehe ist nichts Näheres bekannt. Um 585/586 heiratete er eine Frau unbekannter Herkunft namens Faileuba, die anscheinend besonders mit ihrer Schwiegermutter Brunichild verbunden war. Unklar ist, ob sein 585 geborener ältester Sohn Theudebert II. aus der Ehe mit Faileuba oder von einer früheren Ehefrau (oder Konkubine) stammte. Aus der Ehe mit Faileuba stammten jedenfalls der 587 geborene jüngere Sohn Theuderich II. und eine wohl um 588/590 geborene Tochter namens Theudila, die 613 zusammen mit ihrer Großmutter Brunichild in die Hände von Chilperichs Sohn Chlothar II. fiel; ihr weiteres Schicksal ist unbekannt. Bei Childeberts Tod waren seine beiden Söhne noch unmündig; Theudebert erhielt den austrasischen, Theuderich den burgundischen Reichsteil, wobei Brunichild zunächst für beide faktisch die Regentschaft führte.